# Aéroport Francisco B. Reyes
L'aéroport Aéroport Francisco B. Reyes (code IATA : USU, code OACI : RPVV), plus connu sous le nom d’aéroport de Busuanga, est un aéroport desservant la région de Coron, situé sur l’île de Busuanga dans la province de Palawan, aux Philippines. Il est également partagé avec la municipalité voisine de Busuanga, située sur la moitié ouest de l’île. L’aéroport porte le nom de Francisco B. Reyes, maire de Coron de 1936 à 1939, qui a fait don du terrain sur lequel se trouve le complexe aéroportuaire actuel.
L’aéroport est classé comme un aéroport principal de classe 2 (aéroport intérieur mineur) par l’Autorité de l’aviation civile des Philippines, un organisme du ministère des Transports qui est responsable de l’exploitation de tous les aéroports des Philippines, à l’exception des principaux aéroports internationaux.

## Histoire et extension
L’aéroport Francisco B. Reyes fait l’objet de deux projets d’extension. La première expansion, financée en partie par un prêt de 3 millions de dollars de l’Agence coréenne de coopération internationale (KOICA) en coopération avec le ministère des Transports et des Communications, a été inaugurée en mars 2007. L’agrandissement, qui comprenait la construction d’un nouveau terminal, l’achèvement de la piste en béton de l’aéroport, alors inachevée, et la modernisation d’autres installations, a été inauguré par la présidente Gloria Macapagal-Arroyo le 17 novembre 2008.
Le terminal de l’aéroport a été gravement endommagé par le typhon Yolanda en novembre 2013. Les travaux de réparation ont été lancés par la municipalité de Coron immédiatement après le typhon, pour permettre à l’aéroport de continuer à recevoir des passagers, et ils ont été achevés en octobre 2014. Le trafic à destination et en provenance de Coron a été affecté négativement par la fermeture de l’aéroport, les arrivées de touristes ayant chuté jusqu’à 75 %.
Une deuxième extension de 4,1 milliards d’euros est également prévue pour l’aéroport, entièrement financée par le gouvernement national, dans le but de le rendre capable d’accueillir à la fois les gros avions à réaction et les opérations nocturnes,.

## Compagnies aériennes et destinations
| Compagnies   | Destinations                                                  |
| ------------ | ------------------------------------------------------------- |
| AirSWIFT     | El Nido, Caticlan, Mactan-Cebu, Manille-N. Aquino, Tagbilaran |
| Cebgo        | Mactan-Cebu, Clark, Manille-N. Aquino,                        |
| PAL Express  | Mactan-Cebu, Clark, Manille-N. Aquino.                        |
| Sunlight Air | Mactan-Cebu, Clark, Manille-N. Aquino                         |

## Accidents et incidents
Le 14 juillet 2024, un De Havilland Canada Dash 8-400 NG de Philippine Airlines, exploité sous le numéro de vol PR2670, en provenance de l’aéroport international de Mactan-Cebu a dépassé la piste lors de l’atterrissage, perturbant quatre vols. Aucune des 57 personnes à bord n’a été blessée.